# SN 2007pf
SN 2007pf – supernowa typu Ia odkryta 29 października 2007 roku w galaktyce A221143+0034. W momencie odkrycia miała maksymalną jasność 20,20m.